# In the Closet
"In the Closet" (En el armario) es una canción de R&B y pop de Michael Jackson perteneciente a su álbum de 1991 Dangerous. La canción llegó a ser el segundo sencillo de R&B número uno del álbum y su tercer sencillo entre los top 10, alcanzó el puesto número seis en la Billboard Hot 100.

## Información de la canción
El tema de la canción, escrita por Jackson y Teddy Riley, es una relación secreta entre dos amantes. También fue un esfuerzo de Jackson para silenciar a los críticos que cuestionaron su sexualidad. In the closet es una expresión en inglés que significa Dentro del armario, usada cuando uno no está abierto sobre un aspecto de su vida, en particular en lo que respecta a la orientación sexual. A pesar del ambiguo título de la canción, su letra habla sobre la lujuria del hombre a la mujer: «No ocultar nuestro amor / mujer para el hombre».
El periódico The New York Times declaró: «Sólo Jackson utilizaría un título así para una canción de amor heterosexual...». La revista Rolling Stone describió la canción como «decididamente heterosexual». Dirigido por Herb Ritts, el video musical de In the Closet muestra a Jackson haciendo complicadas técnicas de danza sensual tanto psicológica y físicamente con la supermodelo Naomi Campbell. La voz femenina de la canción fue encubierta bajo el seudónimo Mystery Girl y correspondía a la princesa Estefanía de Mónaco, si bien era Naomi Campbell quien hacía playback en el clip musical.
La canción no se cantó durante la gira "Dangerous", pero una versión corta, con la intro de "She Drives Me Wild", fue la tercera canción del medley junto a "Scream" y "They don't Care About Us", durante el HIStory Tour. Las líneas de la princesa Estefanía fueron sustituidas por un discurso en vivo de Jackson, en la que su voz suena mucho más bajo que en la pista original.

## Colaboración con Madonna
In the Closet fue originalmente pensado como un dúo entre Jackson y Madonna. Según una entrevista en 1992 con el periodista británico Jonathan Ross, Madonna dijo que ella trabajó en algunas ideas líricas de la canción pero cuando se la presentó a Michael, él decidió que era demasiado provocativo y ella decidió no continuar con el proyecto.En 2012 un usuario de Michael Jackson´s Hide Out realizó una versión fanmade de la canción incluyendo fragmentos vocales de la canción Erótica perteneciente a Madonna.

## Lista de canciones

### Versión original

#### Sencillos R.U.
1. "In the Closet" (7" edit) – 4:49
2. "In the Closet" (Club Mix) – 7:53
3. "In the Closet" (The Underground Mix) – 5:32
4. "In the Closet" (Touch Me Dub) – 7:53
5. "In the Closet" (KI's 12") – 6:55
6. "In the Closet" (The Promise) – 7:18

#### Sencillos EE. UU.
1. "In the Closet" (Club Edit) – 4:07
2. "In the Closet" (The Underground Mix) – 5:34
3. "In the Closet" (The Promise) – 7:20
4. "In the Closet" (The Vow) – 4:49
5. "Remember the Time" (New Jack Jazz [21]) – 5:06

### Visionarysingle
CD único
1. "In the Closet" (7" edit)
2. "In the Closet" (Club Mix)

DVD único
1. "In the Closet" (video musical)